# 1972年大韓民國總統選舉
1972年大韓民國總統選舉，於是年12月23日舉行。是在《维新宪法》頒訂后第一次韩国总统选举，根据《维新宪法》总统选举並不是採取公民直選，而是改由名為統一主體國民會議的選舉人團间接选举。由于韓國總統朴正熙此前发动十月维新进行自我政变，所有政治活動被暂停，朴正熙因此任何沒有競爭對手。
朴正熙最終獲得統一主體國民會議2359名成員中的2357票、99.9%的支持當選連任，有兩張票被登記為無效。此次選舉後，朴正熙開始新的六年總統任期，延續其獨裁統治。

## 背景
1970年代，东西方国际形势出现缓和。美国不再认为共产主义的威胁对韩国尤为重要。另外在韩国国内，新民党的重新崛起和风起云涌的民主运动，使朴正熙所属的民主共和黨在1971年大韓民國國會選舉失去2/3多數，朴正熙试图通过修改宪法来谋取连任的计划受阻。国际、国内的形势发展对朴正熙政权构成了严重的危机。:184-185:78:166-167。
1972年10月17日，朴正熙以实现朝鲜半岛统一和应对急剧变化的国际形势需要改革现有体制为由，发布《非常戒严令》，宣布全国戒严，现行宪法作废，解散国会，禁止一切政治活动，所有大学停课，新闻、报纸、电视台实现军事管制，史称“十月维新”。当天，朴正熙还发布了《总统特别宣言》。10月27日，朴正熙政府颁布了《志在祖国和平统一的宪法修正案》，即《维新宪法》。11月23日，经国民投票获得65%的同意票通过。:184-185:76:167

## 维新宪法
《维新宪法》主要内容包括：改国民直接投票选举总统的直接选举制度为由统一主体国民会议间接选举总统；废除总统连任的限制，只要获得統一主體國民會議200名以上议员的推荐，就可以成为总统候选人；总统具有紧急措施权、解散国会权等极大权力；总统有权任命占总数三分之一的议员和法官；此外，总统候选人必须在选举日之前在国内居住时间满五年以上。由于朴正熙的主要竞争对手金大中在日本长期接受创伤治疗，此项规定实际上使得金大中无法参选。:185-186:79:167-168

## 过程
1972年12月15日，韩国舉行第一屆統一主體國民會議代表選舉。全國投票率為70.3%，競爭比例為2.5：1，共有5,876名候選人競選全國2,359個席次。由於禁止政黨候選人參選，所有候選人均為獨立人士。統一主體國民會議代表選舉之后，总统选举随即进行，從12月18日至22日进行候选人登记，22日在郭尚勳等515名代表的推薦下登記的朴正熙是唯一候選人。 

## 结果
1972年12月23日，2,359名統一主體國民會議當選代表齊聚奖忠体育馆，無一人缺席。朴正熙以2,357票當選，成為第八任韩国總統。
| 参选人     | 所属政党   | 得票数 | %     | 当选标记 |
| ---------- | ---------- | ------ | ----- | -------- |
| 朴正熙     | 民主共和党 | 2,357  | 99.91 | 當選     |
| 无效票     | 无效票     | 2      | 0.09  |          |
| 总票数     | 总票数     | 2,359  | 100   |          |
| 资料来源： |            |        |       |          |

## 传闻
時任忠清南道大田市第一選區的統一主體國民會議議員宋東憲隨後透露，兩張無效選票中有一張是他投的。
當選後，12月15日左右，代表們被召集到一起舉行代表接待會。當時，中央情報局派人過來，把一張白紙放在信封裡，讓他們用漢字和韓文寫上地址和姓名。我这是為了識別筆跡和指紋。......我故意冒著生命危險，在選票上把“朴正熙”寫成“朴正義”，然後投入投票箱，離開投票站，以此諷刺维新獨裁政權。——宋成彬，第8屆總統大選背後的故事：透過統一主體國民會議代表宋東憲的紀錄看體育館總統選舉，《地方研究第36卷》，忠南地方研究協會